# Syzygium anisopetalum
Syzygium anisopetalum là một loài thực vật có hoa trong Họ Đào kim nương. Loài này được (R.Parker) N.P.Balakr. miêu tả khoa học đầu tiên năm 1980.